# 菲利普·拉比諾維茨
菲利普·拉比諾維茨（英語：Philip Rabinowitz，1926年8月14日—2006年7月21日）是一名美國和以色列應用數學家。他最著名的貢獻是數值分析，包括與安東尼·雷爾斯頓（Anthony Ralston）合著的《數值分析第一課》（A First Course in Numerical Analysis）以及與菲利普·J·戴維斯合著的《數值積分方法》（Methods of Numerical Integration）。他還撰寫了許多關於數值計算的文章。
他於1951年在賓夕法尼亞大學的沃爾特·戈特沙爾克門下取得博士學位。他曾在美國國家標準技術研究所工作，並在以色列魏茨曼科學研究學院任教。